# Kamtschatka-Heckenkirsche
Die Kamtschatka-Heckenkirsche (Lonicera caerulea var. kamtschatica Sevast., Syn.: Lonicera kamtschatica (Sevast.) Pojark.), auch Sibirische Blaubeere, Haskap-Beere, Honigbeere oder Gimolost genannt, ist eine Varietät der Pflanzenart Blaue Heckenkirsche (Lonicera caerulea) aus der Gattung Heckenkirschen (Lonicera) innerhalb der Familie der Geißblattgewächse (Caprifoliaceae). Ihr Verbreitungsgebiet liegt in Sibirien, auf Kamtschatka und auf den Kurilen.

## Beschreibung

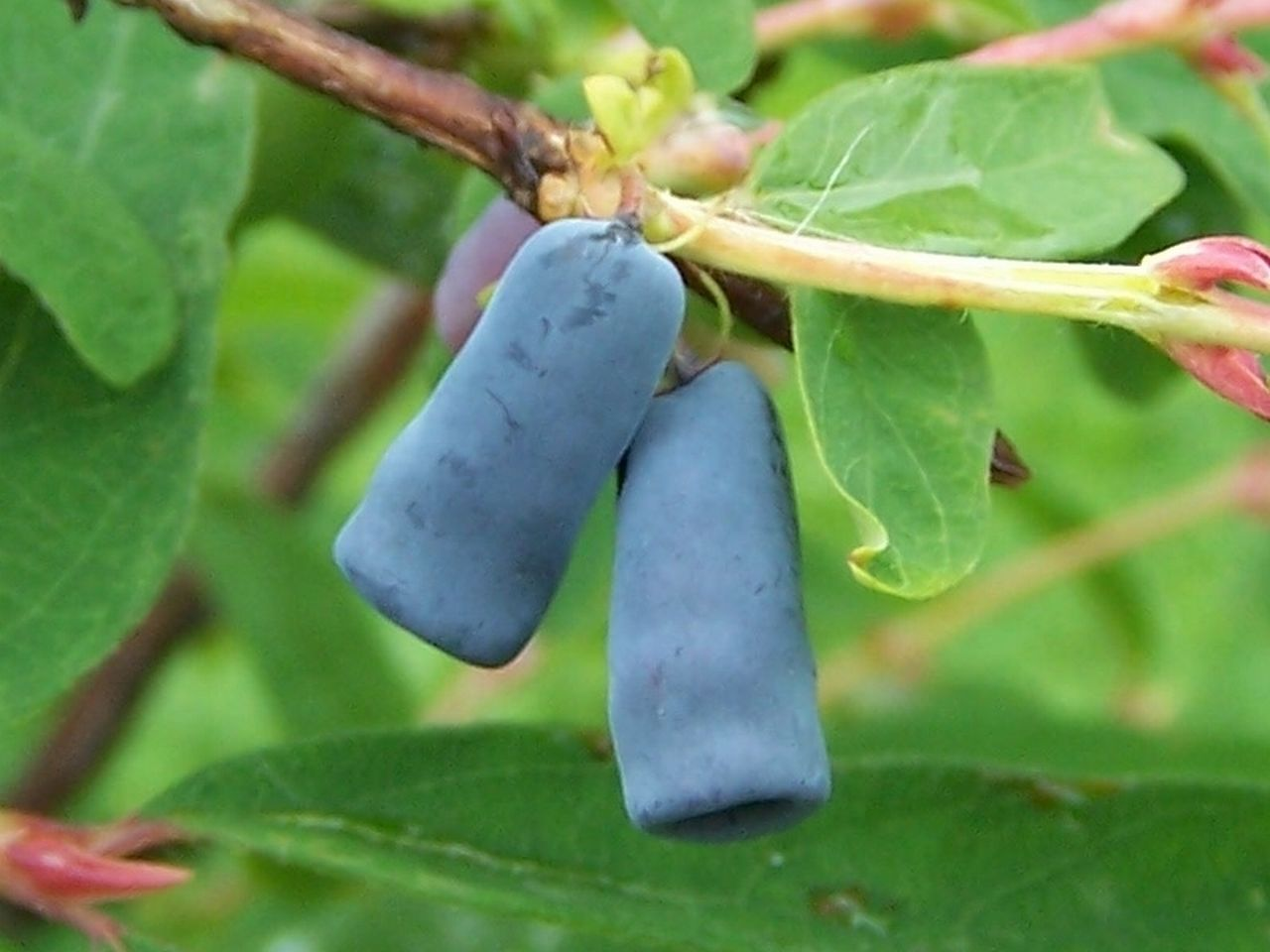
Früchte der Kamtschatka-Heckenkirsche

Die Kamtschatka-Heckenkirsche wächst als reich verzweigter, sommergrüner Strauch und erreicht Wuchshöhen von 1 bis 2 Metern, selten auch bis zu 2,5 Metern. Die Rinde junger Zweige ist grün und verfärbt sich im Sommer rotbraun. Sie sind mit abwärts gerichteten Haaren bedeckt. Die Laubblätter sind bei einer Länge von 4 bis 10 Zentimetern elliptisch, länglich-elliptisch oder verkehrt-eiförmig. Die Blattfläche ist anfangs samtig, über den Sommer deutlich behaart und der Blattrand ist bewimpert. 
Die kurz gestielten Blüten stehen paarweise in den Blattachseln. Die Blüten sind zygomorph. Die gelbliche bis grünlich-gelbe Blütenkrone ist 1,1 bis 1,6 Zentimeter lang und röhrig-glockig. Die Staubblätter überragen die Krone. Die bei Reife schwarzblauen und hellblau bereiften Früchte sind bei einer Länge von 0,8 bis 3,1 Zentimetern unregelmäßig walzenförmig, ei- oder birnenförmig. Sie reifen im Mai und Juni und sind essbar und schmackhaft.

## Vorkommen
Die Pflanze kommt in Sibirien, auf Kamtschatka und auf den Kurilen vor. Dort findet man sie in Bergwäldern und in alpinen Gebieten. Sie bevorzugt frische bis feuchte, saure bis neutrale, sandig-humose, kiesige oder felsige, flachgründige Böden. Sie ist frosthart und gedeiht in winterkalten und sommerkühlen Klimaten an sonnigen bis lichtschattigen Standorten.

## Systematik
Die Erstveröffentlichung erfolgte 1818 unter dem Namen Lonicera caerulea var. kamtschatica durch A. F. Sewastjanow in Krashen. Opican. Zemli Kamch., 1, S. 311. Der gültige wissenschaftliche Name ist Lonicera caerulea var. kamtschatica Sevast., also eine Varietät der Blauen Heckenkirsche (Lonicera caerulea L.). Ein Synonym von Lonicera caerulea var. kamtschatica Sevast. ist Lonicera kamtschatica (Sevast.) Pojark.

## Verwendung
Die Kamtschatka-Heckenkirsche wird selten zur gewerblichen Fruchtgewinnung kultiviert. Die saftig-süßen Früchte können frisch verzehrt oder zu Marmeladen, Kompott, Mus und Saft verarbeitet werden. Vor allem die Sorten „Maistar“ und „Mailon“ werden zum Anbau genutzt. Züchterische Zuwendung erfuhr die Obstsorte im Wesentlichen erst nach den 1980er Jahren, als erst eine Kultursorte verfügbar war. Sie wird auch aufgrund der dekorativen Blüten und der bemerkenswerten Früchte als Zierstrauch verwendet. Die Beeren werden unter der Bezeichnung Haskap-Beere u. a. als Bio-Saft, Brotaufstrich, Wein, Likör oder Pulver vermarktet.